# NK Žepče
El NK Žepče fue un equipo de fútbol de Bosnia y Herzegovina que llegó a jugar en la Premijer Liga, la liga de fútbol más importante del país.
Fue fundado en el año 1919 en la ciudad de Žepče con el nombre NK Zovko Žepče hasta el año 2003, cuando Limorad se convirtió en el patrocinador principal del equipo. Desde la temporada 2004/05 no volvieron a ponerle comercial al equipo. Jugó en la Premijer Liga en 6 temporadas, en las cuales nunca fue campeón de Liga ni campeón de Copa. Su único título fue el de la Primera Liga de la Federación de Bosnia y Herzegovina en 1 ocasión.
A nivel internacional participó en 1 torneo continental, en la Copa UEFA de 2005/06, en la que fue eliminado en la Primera Ronda Clasificatoria por el FK Bashkimi de la República de Macedonia (hoy, Macedonia del Norte).
El equipo desapareció en el año 2010 luego de descender de la Primera Liga de la Federación de Bosnia y Herzegovina en la última temporada que jugó.

## Palmarés
- Primera Liga de la Federación de Bosnia y Herzegovina: 1

2001/02

## Participación en competiciones de la UEFA
- Copa UEFA: 1 aparición

2006 - Primera Ronda Clasificatoria

### Partidos en UEFA
| Temporada | Torneo    | Ronda            | País                | Club        | Casa | Visita |
| --------- | --------- | ---------------- | ------------------- | ----------- | ---- | ------ |
| 2005/06   | Copa UEFA | Clasificatoria 1 | Macedonia del Norte | FK Bashkimi | 1-1  | 0-3    |